# Nicolaikirche (Sulingen)

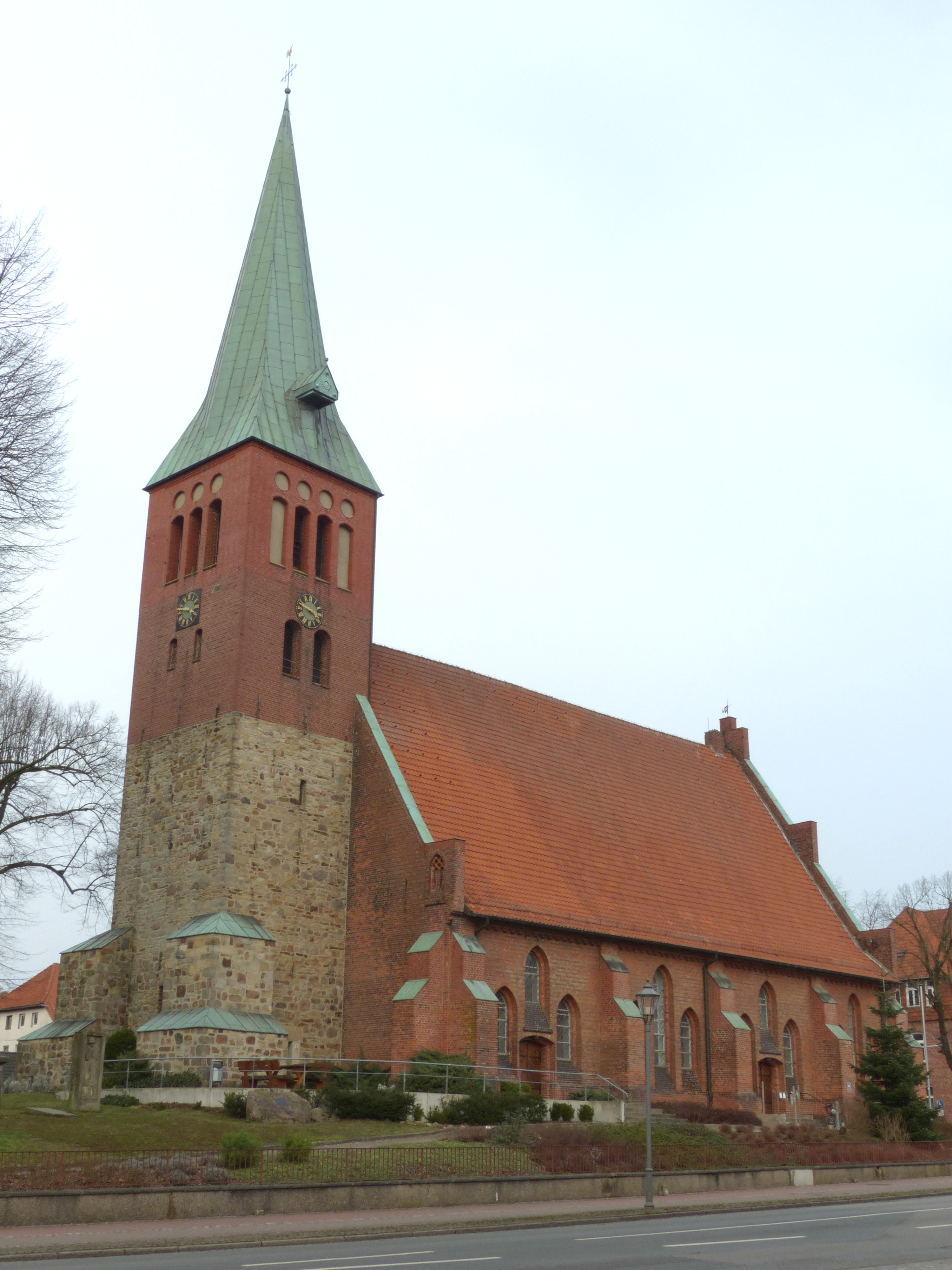
Sulinger St. Nicolai-Kirche

Die Nicolaikirche, St. Nicolai in Sulingen im Landkreis Diepholz, Lange Straße 66, ist eine evangelische Kirche, die unter Denkmalschutz steht.

## Geschichte

### Gebäude
Eine erste Holzkirche stand an dieser Stelle wohl kurz nach 800.
Um die Mitte des 13. Jahrhunderts entstand die gotische Kirche zunächst als Feldsteinbau. Sie bestand aus einem einschiffigen Langhaus mit spitzbogigen Kreuzgratgewölben und leicht gspitzten Gurtbögen, östlich daran schließend wohl zunächst eine Apsis. Der Rechteckchor schließt noch mit einem romanischen Rundbogen an, hat aber schon ein spitzbogiges Kreuzrippengewölbe, allerdings noch mit Bandrippen. Vor dem Umbau zur dreischiffigen Hallenkirche wird für bald nach 1250 die Anfügung von Querhausarmen angenommen. Die Befunde, aus denen die Baugeschichte erschlossen ist, ergeben allerdings kein widerspruchsfreies Bild.

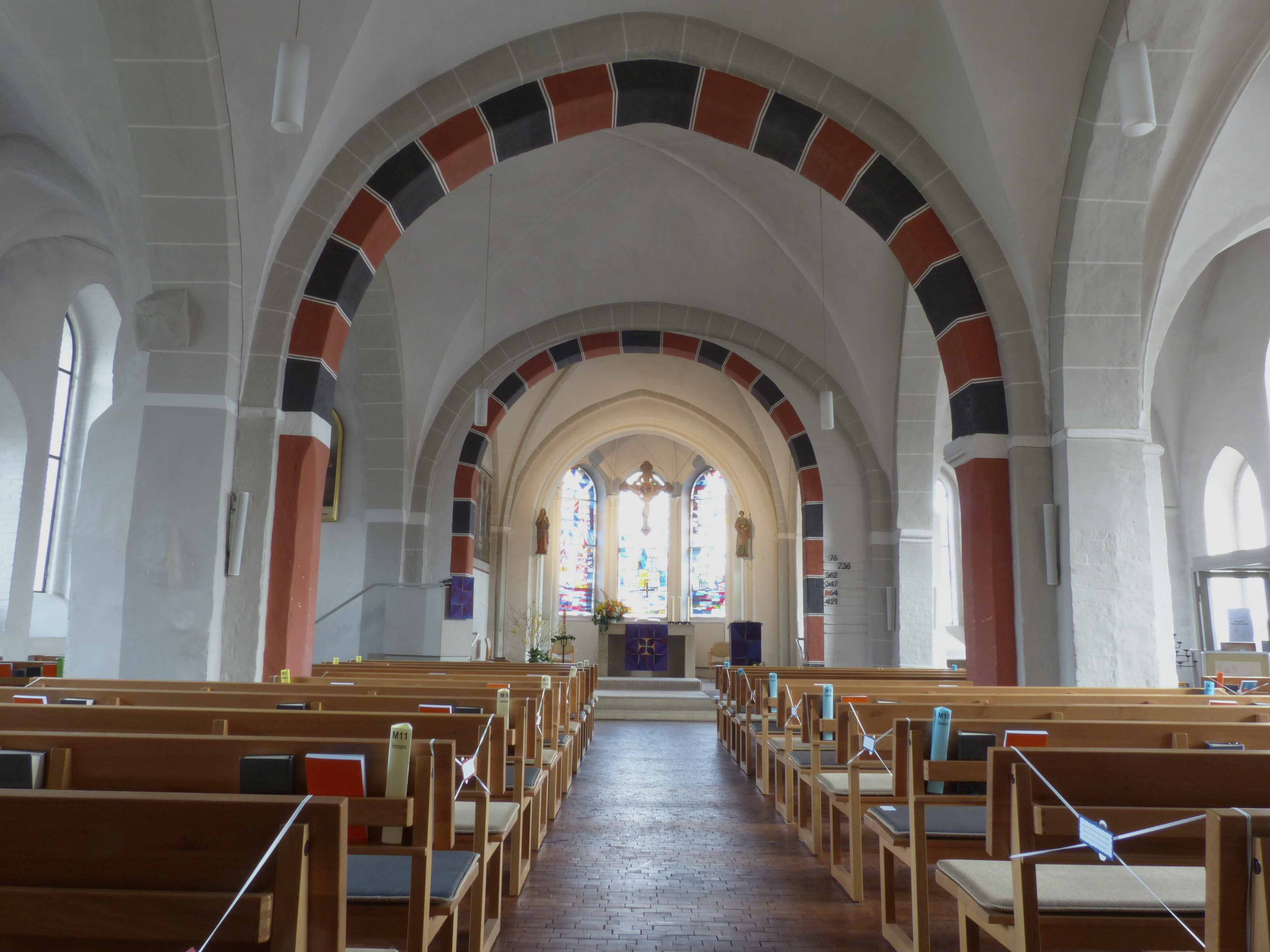
Mittelschiff mit Chor und neuem Polygon
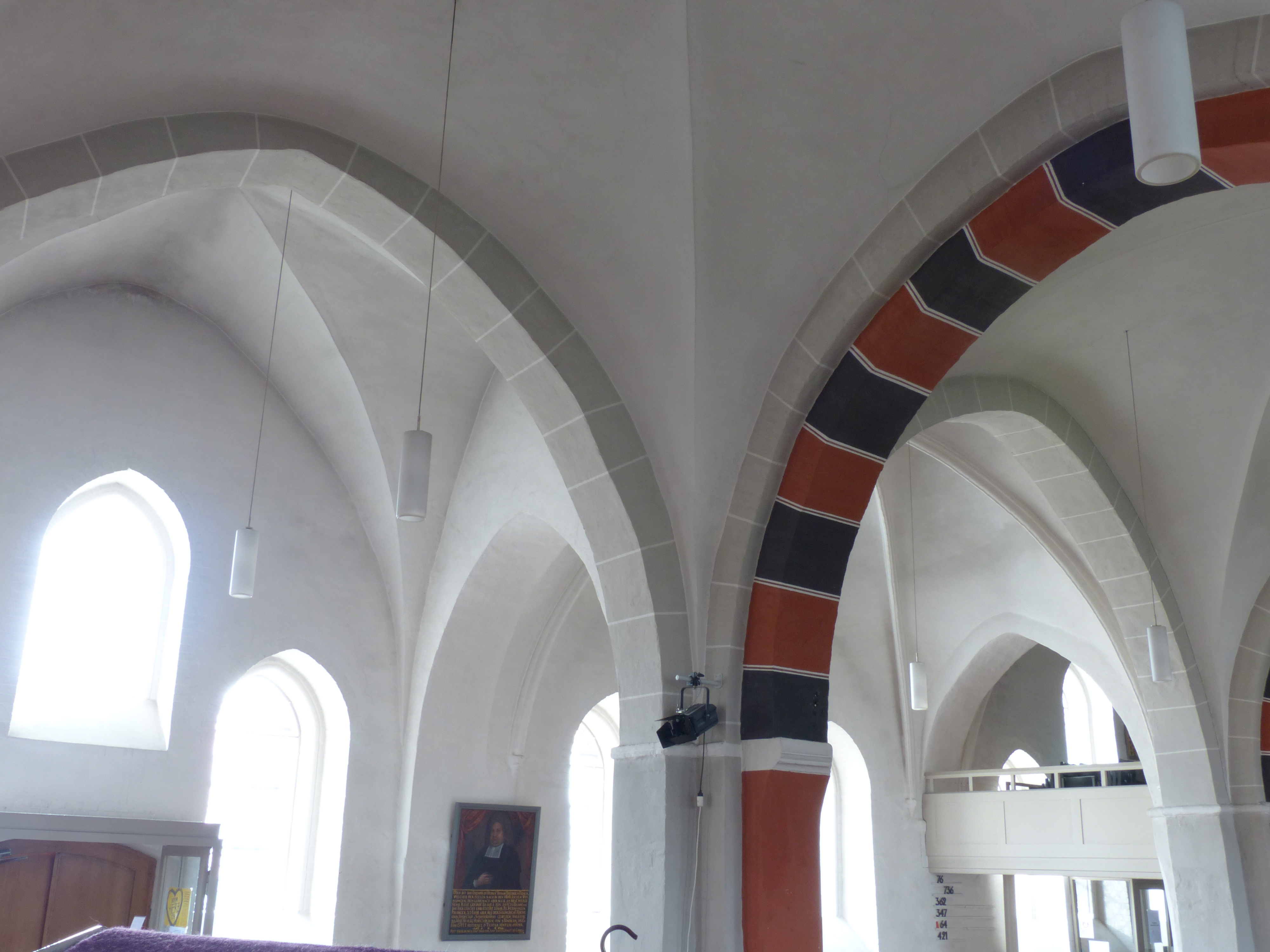
Östliche Teile des Südschiffs
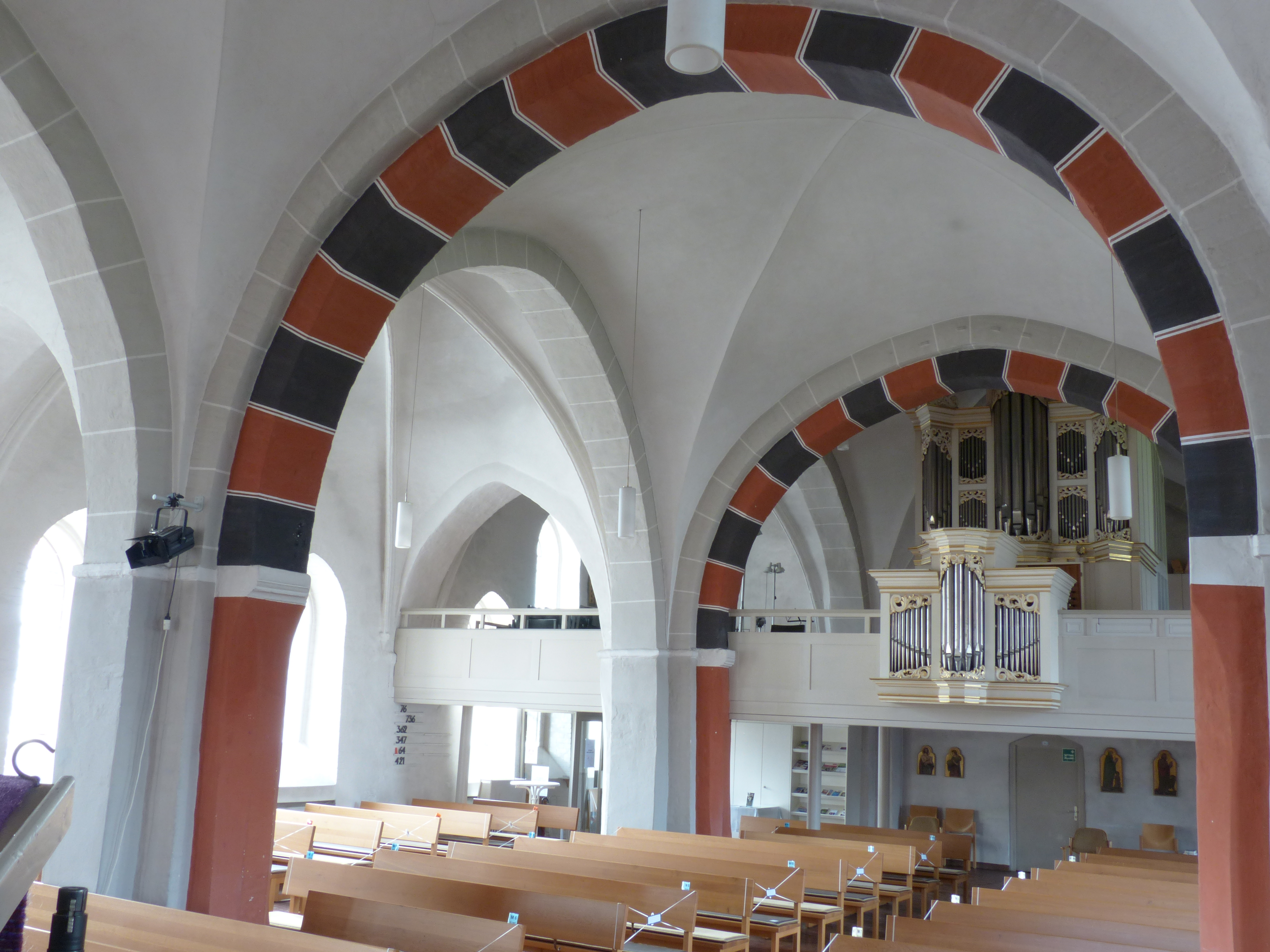
Kreuzgratgewölbe des Mittelschiffs und Orgelempore

Das als ältester Erweiterungsschritt zu Hallenkirche angenommene schmale Nordseitenschiff hat allen Teilen noch Kreuzgratgewölbe, aber schon Spitzbögen. Das als südlicher Kreuzarm gedeutete Joch des Südseitenschiffs hat noch Kreuzgratgewölbe, aber dieselbe Breite wie dessen übrige Joche. Das symmetrisch dazu liegende Joch des Nordseitenschiffs ist genauso schmal, wie dessen übrige Joche. Die beiden Joche der in Fortsetzung dieses Schiffs nördlich neben dem Chos liegenden Sakristei haben schon Kreuzrippengewölbe. Bei den Erweiterungen zur Hallenkirche wurden an die Stelle vorheriger Seitenwände Pfeiler aus Backstein gesetzt, der unter geschlämmten oberflächen teilweise auch heute erkennbar ist.in Umbau zur heutigen vollzog sich in mehreren Schritten und ist an den Baubefunden nicht vollständig ablesbar. Das schmale Nordseitenschiff wurde um 1450 (?) angefügt. Gleichzeitig erhielt die Kirche eine Sakristei mit zweijochigem Kreuzrippengewölbe. Über der Sakristei war früher die Patronatsloge. Im 15. Jahrhundert wurde das Südseitenschiff um ein weiteres Joch bis zur Flucht der Chorwand verlängert.

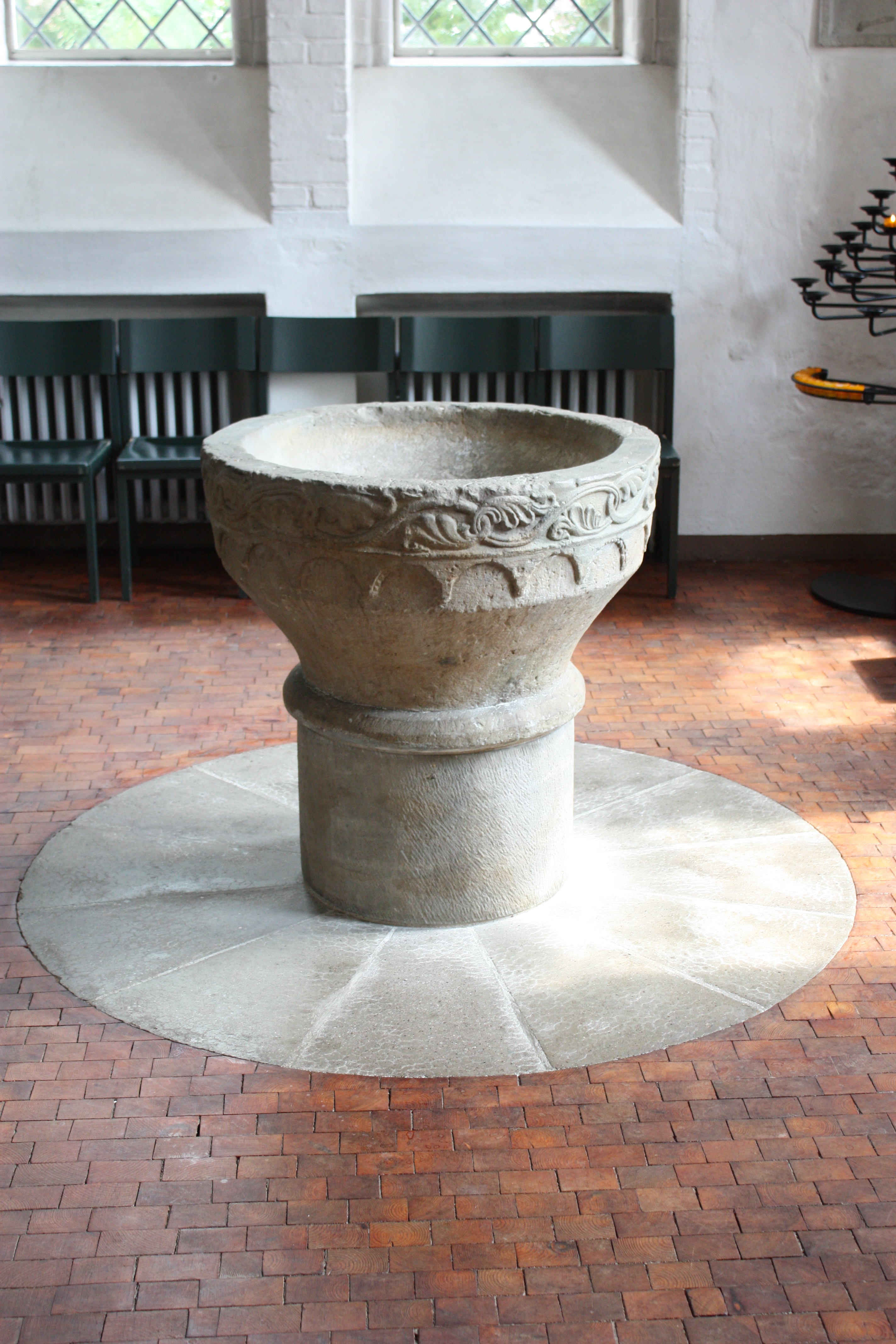
Taufstein aus dem 13. Jh., heute im Südostjsch
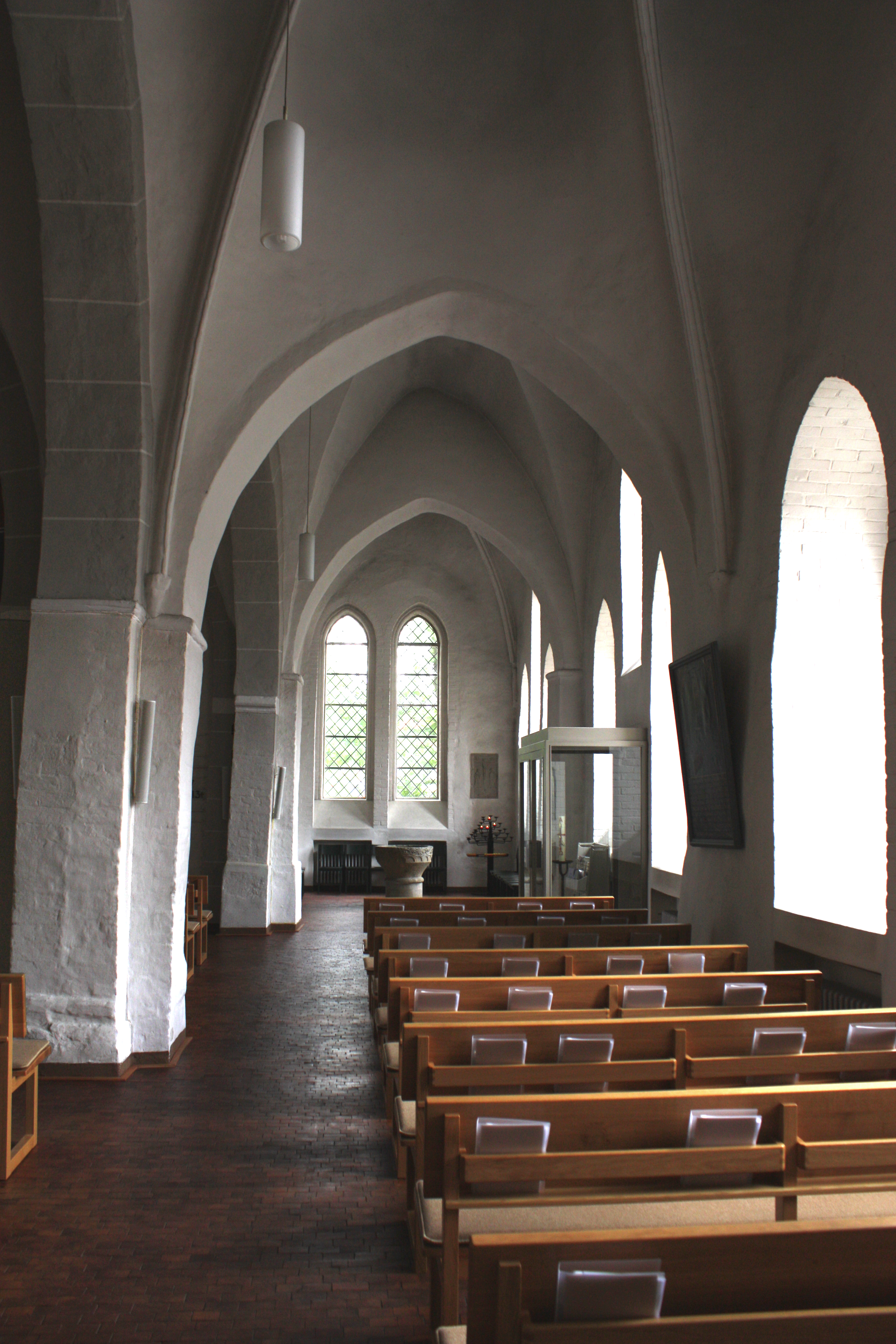
Südseitenschiff nach Osten, geschlämmte Backsteinpfeiler
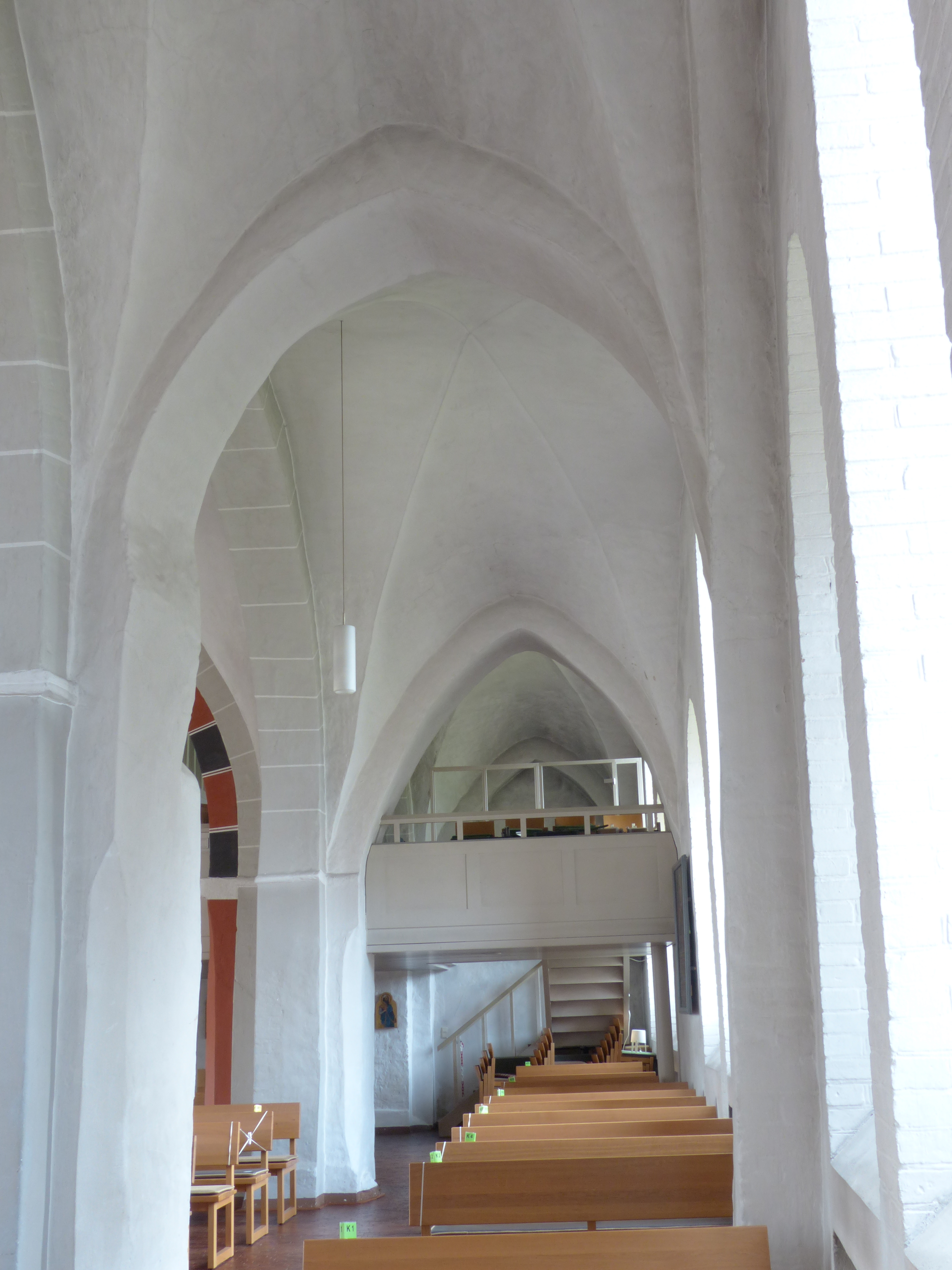
Nordseitenschiff nach Westen
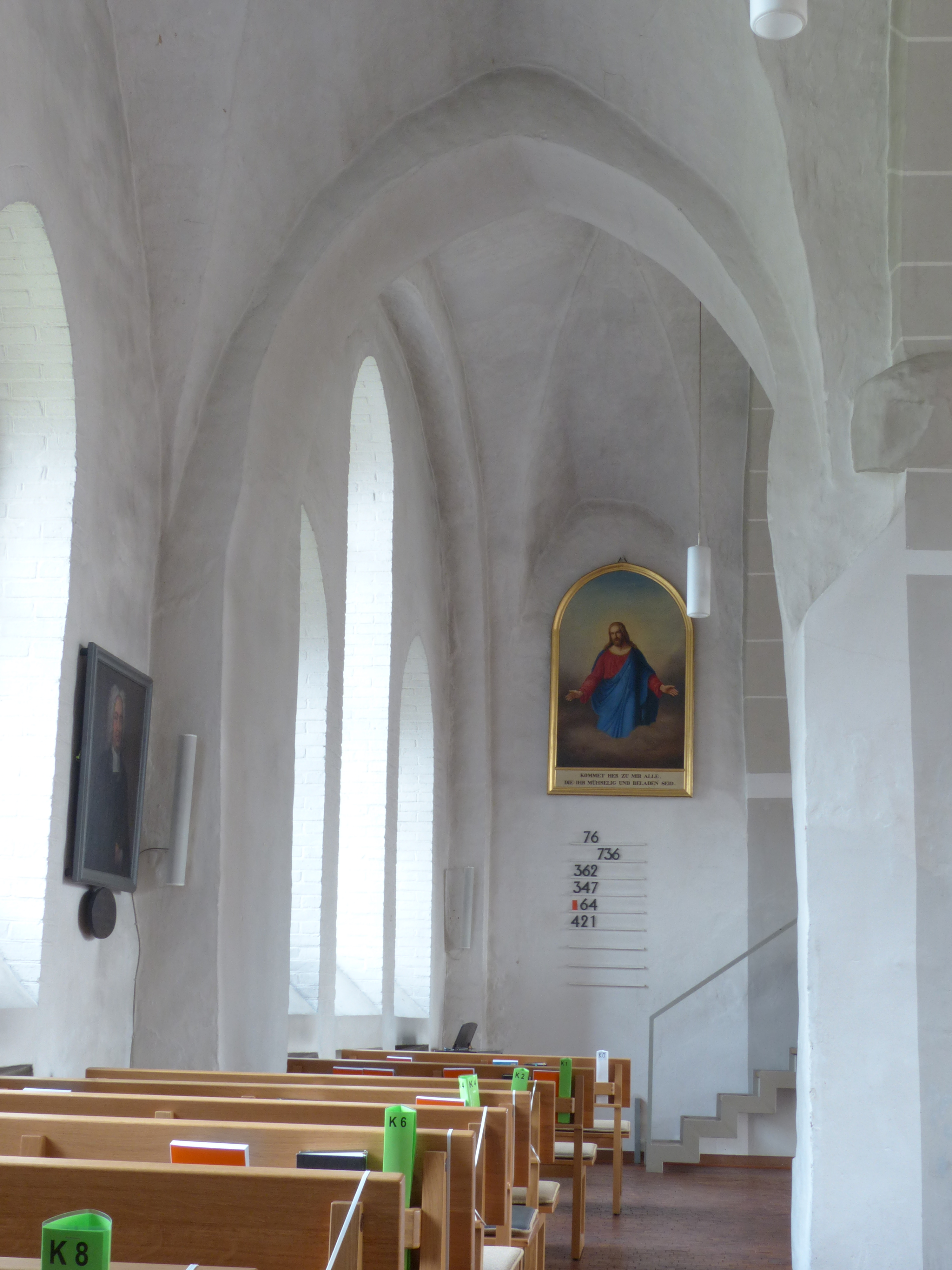
Nordseitenschiff nach Osten

Erst 1854 wurde der Chor mit dem olygonalen Abschluss versehen.
1878 wurde die Kirche nach Plänen von Konsistorialbaumeister Conrad Wilhelm Hase insgesamt stark erneuert. Nicht nur die Fassaden und Strebepfeiler sind neugotisch. Die Längswände wurden unterhalb der Schildbögen vollständig ersetzt und unter den Fenstern Nischen für die Heizkörper einer Zentralheizung angelegt. Die neugotische Ausgestaltung des Innenraumes wurde 1965 entfernt, um dem älteren, mittelalterliche Gestaltung zu betonen.
Der Turm aus Feldsteinen stammt aus der Zeit vor 1417. 1705 brannte er ab. Nach dem Wiederaufbau von 1729 war er 18 Meter hoch. 1907/08 erhielt der quadratische nun ca. 50 Meter hohe Turm eine neue Turmspitze. Im Turm hängen drei Glocken von 1713 (es), 1927 (f) und 1957 (c).

### Innen
Die kreuzförmigen Backsteinpfeiler stützen die Kirche, welche heute ca. 450 Sitzplätze hat. Die Ausmalung der Gurtbogen (schwarz/rot, weiße Streifen) soll auf einen Befund erfolgt sein.
Wandmalerei im Altarraum aus dem frühen 14. Jahrhundert: Die 1898 wieder entdeckte Malerei wurde auf der mittelalterlichen Grundlage 1901 von Reinhold Ebeling freigelegt, restauriert, geändert und ergänzt. Figuren: Erzengel Michael, Johannes, Andreas, Bartholomäus, Jakobus der Ältere, Petrus und Apostel Paulus
Taufstein: Graf Heinrich II von Hoya stiftete 1290 der Sulinger Kirche einen Taufstein mit Akanthus- und Rundbogenfries. Er wurde 1875 bei der Neugestaltung entfernt, war dann Blumenkübel und wurde 1965 wieder aufgestellt.
Altarkreuz, versilbert mit Bernstein von 1970 und

Kruzifix von 1902
Sandsteinrelief mit Kreuzigung vom 14. Jahrhundert: Heute an der Ostwand, früher an der Außenseite des Turmes.
Fünf Kirchenfenster der Apsis im Chorraum von 1966 nach Entwürfen des Hamburger Kunstglasers Gerhard Hausmann.
Altarbild des segnenden Christus von 1844 sowie weitere Bilder und Figuren.
Paramente an Altar, Kanzel und Pult in den jeweiligen liturgischen Farben Violett, Weiß, Rot und Grün.
Die erste Orgel wurde 1672 erwähnt.
Die heutige Orgel von 1957 bzw. 1967 hat 22 Register. Das barocke Orgelprospekt und Teile des Rückpositivs stammen im Wesentlichen von 1739 vom Orgelbauer Christian Vater. Das Instrument soll durch einen Neubau der Orgelbaufirma Bente (in Kooperation mit einem französischen Orgelbauer) ersetzt werden.
| I Hauptwerk C–c4 |                  |        |
| 01.              | Bourdon          | 16′    |
| 02.              | Montre           | 08′    |
| 03.              | Flûte harmonique | 08′    |
| 04.              | Bourdon          | 08′    |
| 05.              | Viole de Gambe   | 08′    |
| 06.              | Prestant         | 04′    |
| 07.              | Doublette        | 02′    |
| 08.              | Fourniture IV    | 01 ⁄3′ |
| 09.              | Cornet V         | 08′    |
| 10.              | Trompette        | 08′    |

| II Schwell-Positiv C–c4 |                   |        |
| 11.                     | Flûte traversière | 8′     |
| 12.                     | Boudon            | 8′     |
| 13.                     | Salicional        | 8′     |
| 14.                     | Viole d’amour     | 4′     |
| 15.                     | Flûte douce       | 4′     |
| 16.                     | Nazard            | 2 ⁄3′  |
| 17.                     | Flageolet         | 2′     |
| 18.                     | Tierce            | 1 3⁄5′ |
| 19.                     | Piccolo           | 1′     |
| 20.                     | Clarinette        | 8′     |
| 21.                     | Voix humaine      | 8′     |

| III Schwellwerk C–c4 |                      |     |
| 22.                  | Quintaton            | 16′ |
| 23.                  | Flûte harmonique     | 08′ |
| 24.                  | Cor de Nuit          | 08′ |
| 25.                  | Gambe                | 08′ |
| 26.                  | Voix céleste         | 08′ |
| 27.                  | Flûte octaviante     | 04′ |
| 28.                  | Octavin              | 02′ |
| 29.                  | Plein Jeu III        | 02′ |
| 30.                  | Basson               | 16′ |
| 31.                  | Trompette harmonique | 08′ |
| 32.                  | Basson-Hautbois      | 08′ |
| 33.                  | Clairon              | 04′ |

| Pedalwerk C–g3 |             |     |
| 34.            | Contrebasse | 16′ |
| 35.            | Soubasse    | 16′ |
| 36.            | Basse       | 08′ |
| 37.            | Bourdon     | 08′ |
| 38.            | Flûte       | 04′ |
| 39.            | Bombarde    | 16′ |
| 40.            | Trompette   | 08′ |

### Nebengebäude

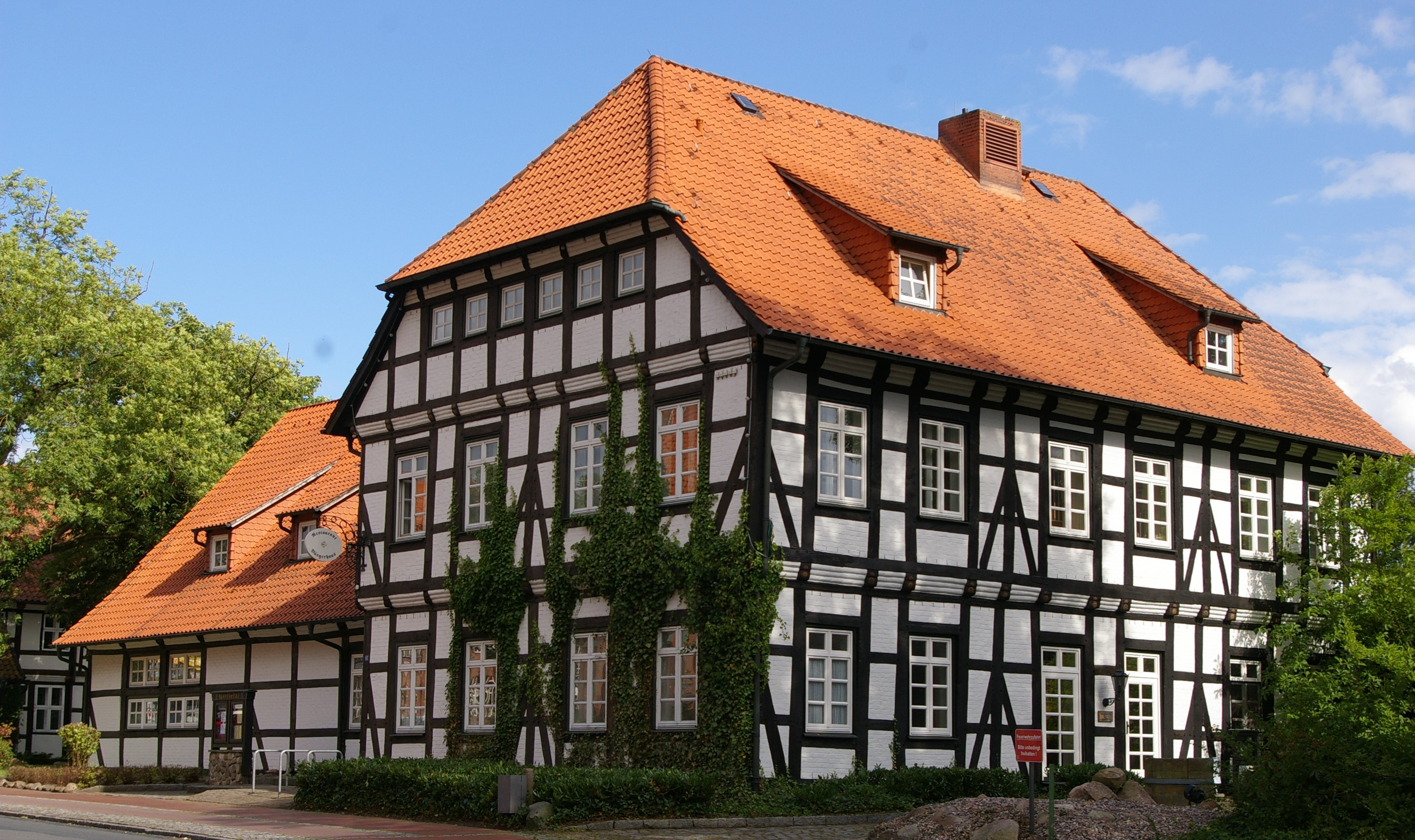
Ehem. Pfarrhaus, heute Bürgerhaus Sulingen

Südlich der Kirche steht das stattliche ehemalige Pfarrhaus als Fachwerkbau von 1721, das zur Superintendentur und in den 1980er Jahren das Bürgerhaus der Stadt wurde.

## Kirchengemeinde
Die ev. luth. Kirchengemeinde Sulingen im Kirchenkreis Grafschaft Diepholz der Evangelisch-lutherischen Landeskirche Hannovers hat u. a. Gruppen und Kreise für Jugendliche, Familien, Frauen, Männer, Senioren, Gitarre und als Posaunenchor sowie eine Kindertagesstätte.